# ماتاموروس، تامائولیپاس
ماتاموروس (به اسپانیایی: Matamoros) از شهرهای کشور مکزیک است که در ایالت تامائولیپاس قرار دارد و جمعیت آن طبق سرشماری سال ۲۰۱۰ میلادی ۶۰۸٬۸۹۱ نفر بوده است.